# Collotheca trilobata
Collotheca trilobata is een raderdiertjessoort uit de familie Collothecidae. De wetenschappelijke naam van deze soort is voor het eerst geldig gepubliceerd in 1872 door Collins.